# 余嘉敏
余嘉敏，香港大學語言學文學士及香港科技大學社會科學部文學碩士。
余嘉敏2003年畢業之後曾於銀河衛視（即現今無綫收費電視）旗下無綫新聞台與及無綫電視翡翠台擔任新聞主播一職。
余嘉敏期後曾於香港有線新聞任職主播，除在有線新聞台報道新聞外，間中亦有機會出外採訪和作戶外直播、撰寫新聞稿，並且獲委派主持財經資訊台節目《數碼無限擊》。直到2007年辭職並離開新聞播報工作，加入香港特別行政區政府擔任香港政府新聞處助理新聞主任，2008年加入政務主任職系，曾任職香港特區政府商務及經濟發展局轄下資訊科技總監辦公室策略及項目管理部政務主任和食物及衞生局助理秘書長(衞生)，現職商務及經濟發展局。

## 外部連結
- 香港特別行政區關於余嘉敏的資料 （页面存档备份，存于）